# Hardtebenen

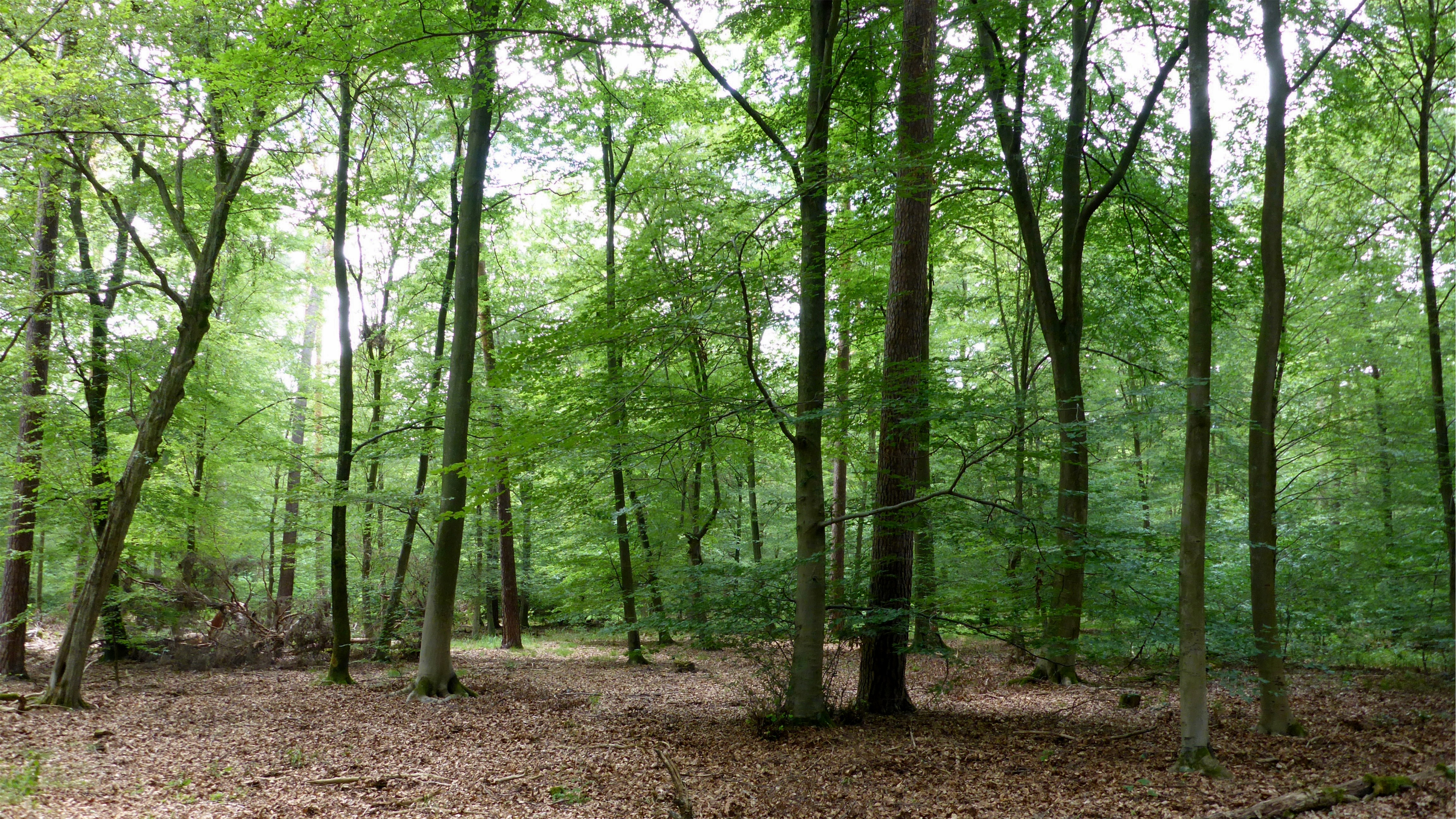
Hardtwald nördlich von Karlsruhe, Landschaftsschutzgebiet

Die Hardtebenen sind eine naturräumliche Einheit in der Oberrheinischen Tiefebene in Baden-Württemberg im Südwestdeutschen Schichtstufenland mit der Bezeichnung 223 nach dem Handbuch der naturräumlichen Gliederung Deutschlands. Innerhalb dieses Naturraums liegt die Stadt Karlsruhe und der nördlich und südlich des Stadtzentrums gelegene Hardtwald, der namengebend ist, sowie große Teile des Landkreises Karlsruhe, mit Bruchsal im Norden.

## Naturräumliche Gliederung
Die Hardtebenen wurden im Handbuch der naturräumlichen Gliederung Deutschlands als Haupteinheit der Großregion des Oberrheingrabens ausgewiesen und auf den Feingliederungen 1:200.000 auf den Blättern 161 Karlsruhe (1952), 169 Rastatt (1967) und 170 Stuttgart (1949 und 1967) wie folgt in feinere Naturräume gegliedert:
- (zu 20–23 Oberrheinisches Tiefland)
  - (zu 22 Nördliches Oberrheintiefland)
    - 223 Hardtebenen
      - 223.1 Stollhofener Platte[2]
      - 223.2 Randhügel des Nordschwarzwaldes[2][3]
        - 223.20 Ettlinger Randhügel[2][3] (geht bis Blatt Karlsruhe, wo es aber nicht eingezeichnet ist)
        - 223.21 Murgsenke[2]
        - 223.22 Kuppenheimer Randhügel[2]

      - 223.3 Obere Hardt[1][2][3]
      - 223.4(0) Karlsruher Hardt[1][3]
      - 223.5 Alb-Pfinz-Saalbach-Niederung[1][3]
        - 223.50 (Nördliche)[2] Alb-Pfinz-Saalbach-Niederung[3] (das ist der Teil, der teils auch auf Blatt KA ist)
        - 223. 51 Oos-Murg-Federbach-Niederung[2]

      - 223.6 Lußhardt[1]
      - 223.7 Kraichniederung[1]
      - 223.8 St. Ilgener Niederung[1]
      - 223.9 Hockenheimer Hardt[1]

## Angrenzende Haupteinheiten
Neckar- und Tauber-Gäuplatten (12/D57)
- 125 – Kraichgau

Schwarzwald (15/D54)
- 150 – Schwarzwald-Randplatten
- 152 – Nördlicher Talschwarzwald

Mittleres Oberrheintiefland (21/D53b)
- 210 – Offenburger Rheinebene
- 211 – Lahr-Emmendinger Vorberge
- 212 – Ortenau-Bühler Vorberge

Nördliches Oberrheintiefland (22/D53c)
- 220 – Haardtrand
- 222 – Nördliche Oberrheinniederung
- 224 – Neckar-Rhein-Ebene

## Boden

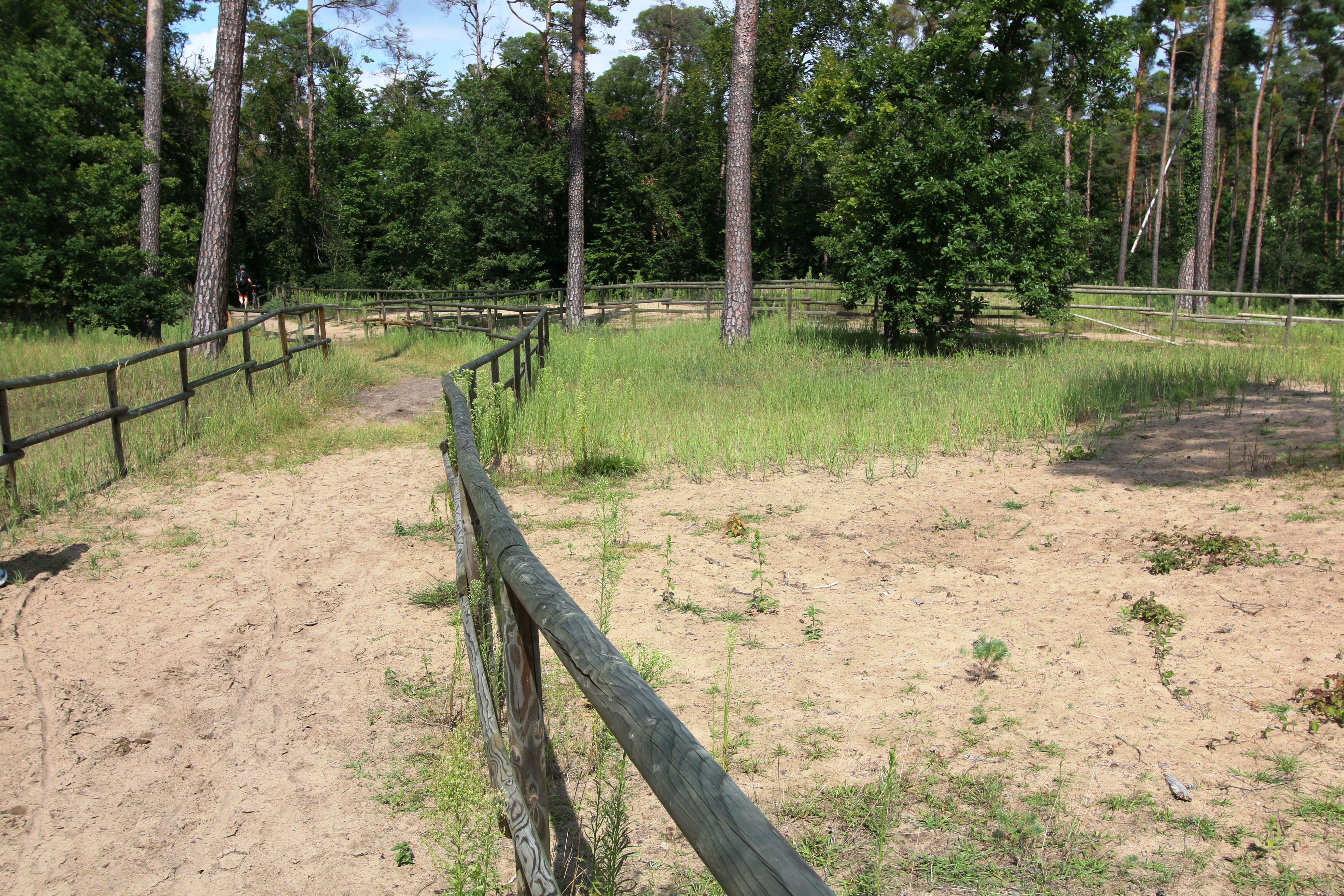
Maulbeerbuckel, Binnendüne bei Walldorf (Hardtebene)

In den Hardtebenen kommen die sandigen und kiesigen Schotterflächen der Niederterrasse des Oberrheins aus dem Jungquartär vor, Niederungen, die diese durchqueren, lehmige Niederungen an den Bruchrändern und die landschaftlich wertvollen Binnendünen am westlichen und nordöstlichen Rand, welche landesweit nur hier vorkommen. Die Böden haben eine sehr geringe Filter- und Pufferkapazität und sind größtenteils trocken, außer im Süden und in den Kiesabbaugebieten. Die nährstoffarmen und wasserdurchlässigen Böden der Schotterflächen sind hauptsächlich mit Kiefernforsten bewaldet, so im Hardtwald, und werden intensiv landwirtschaftlich genutzt. Diese Randgebiete übersteigen die Säureeinträge der von den UN-ECE-Ländern vereinbarten Critical Load. Saure, sandige Substrate sind meist in den Dünen- und Flugsandfeldern der Hardtebene und in den Hanglagen des Sandstein-Odenwaldes zu finden.

## Wasser
Die Hardtebenen bestehen aus mittlerem bis hohem Lockergestein (0,001 – 0,01 m³/s), im Norden (bei Bruchsal) und im Süden sind seine hydrogeologischen Fähigkeiten am höchsten, mit einer mittleren Sickwasserrate (200 – 400 mm/a), nördlich geringer (< 200 mm/a). Das Grundwasser besteht geogen aus Ca-HCO³-Wässern und ist nur dünn bedeckt. Der Untergrund bildet Schotter aus dem Rheingraben und ist mit dem landesweit meisten Grundwasser gefüllt. Die Ufer der Flüsse in der Hardtebene sind sehr naturfern und ihr morphologischer Zustand sehr gering. Periodische Überflutungen kommen nur im Norden und im Süden vor. Es gibt viele Wasserschutzgebiete und bei Bad Schönborn und Langenbrücken schutzwürdige Thermalwasservorkommen. Die  Nitratbelastung des Grundwassers ist gering (< 25 mg/l), außer im Norden in der Kraichbachniederung, wo seit Jahrzehnten intensiv Kies und Sand abgebaut wird (> 50 mg/l).

## Luft
Durch die Grabenlage sind die Luftaustauschbedingungen sehr schlecht. Die Hardtebene, vor allem nördlich von Karlsruhe, weist in weiten Teilen eine hohe Ozon- und Stickstoffimmission auf, die oberhalb des von den UN-ECE-Ländern vereinbarten Critical Levels liegt.

## Rohstoffe
Derzeit werden besonders die oberflächennahen, mittleren bis hohen Kieslager in der Oberen Haardt, der Alb-Saalbach-Niederung und der Kraichbachniederung intensiv genutzt. Daneben wird auch Sand, Kiessand, Quarzsand und Grus abgebaut, und im Norden Ziegeleirohstoffe wie Ton, Tonstein, Mergelstein, Löß und Lößlehm.

## Naturschutz
Die Fließgewässer- und Auenlebensräume, besonders Kraichbach, Pfinz und der Duttlacher Graben, werden als Ergänzungsgebiet für schutzbedürftige Arten in den Rheinauen vom Land besonders gefördert. Dort sollen wie in den Auelandschaften am Oberrhein, westliche Hardtebene, durchgängige und naturnahe Fließgewässer entwickelt werden. Durch den intensiven Kies- und Sandabbau sind zahlreiche Baggerseen entstanden.
Besonders schutzbedürftig sind außerdem die Lebensräume der Dünen- und Flugsandfelder, die landesweit bedeutenden, wärmeliebenden Alteichenbestände in den Hardtwäldern, die Grünländer-Biotope in den Auen, die verbliebenen Auwälder in der Randsenke, die Röhrichte an den Stillgewässern, die extensiv genutzten Sandäckerbiotope, die Rodungsinseln und das Streuobstgebiet am nördlichen Rand der Kinzig-Murg-Rinne, ein überregional bedeutendes Feuchtgebiet und sumpfige Niederung mit großflächigen Niedermooren, Röhrichten, Erlenbruchwälder, Erlen-Eschen-Wäldern und Feuchtgrünland. Alle ökologischen Entwicklungsmaßnahmen finden im Rahmen des Kohärenten europäischen Netz besonderer Schutzgebiete Natura 2000 statt.
Die Keulhornbiene (Melitturga clavicornis) kam früher in der Hardtebene, im Kraichgau, in der Freiburger Bucht, im Kaiserstuhl sowie im Markgräfler Hügelland vor und wurde zuletzt 1954 nachgewiesen. Seitdem wurde sie nicht wiederaufgefunden. Die Wildbiene steht auf der Roten Liste der Bienen Baden-Württemberg (Gefährdungskategorie). An wenigen Stellen der Dünen- und Flugsandfelder findet sich die Sand-Silberscharte, eine botanische Kostbarkeit.